# Cuisine de la Haute-Marne
Cet article fournit diverses informations sur la cuisine de la Haute-Marne, un département du nord-est de la France.

## Boissons
Le territoire haut-marnais est à la confluence de plusieurs régions. On retrouve cela dans ses vins. Ainsi, la Champagne auboise se prolonge dans la région de Colombey, la Bourgogne vient mourir aux pieds de la côte Langroise et les collines de la Saône Franc-Comtoise s'étendent sur l'Amance et sur l'Apance. 

### Vins de Champagne
Une toute petite partie du territoire du département se trouve sur l'aire de l'AOC Champagne. Une centaine d’hectares de vignobles est exploitée depuis le milieu des années 1970 sur les communes de Rizaucourt-Buchey et d’Argentolles. L’Ampélographie est celle des cépages traditionnels champenois : pinot noir, pinot meunier et chardonnay.
Si les moûts sont largement travaillés à façon dans les caves coopératives locales, la commercialisation est partiellement le fait des récoltants.
Trois autres villages contigus ont obtenu tout récemment l'appellation Champagne. Cela signifie que le vignoble d'appellation Champagne, en Haute-Marne, devrait passer de 80 ha actuellement à 250 ou 300 ha dans 25 ou 30 ans.

### Vins de Coiffy

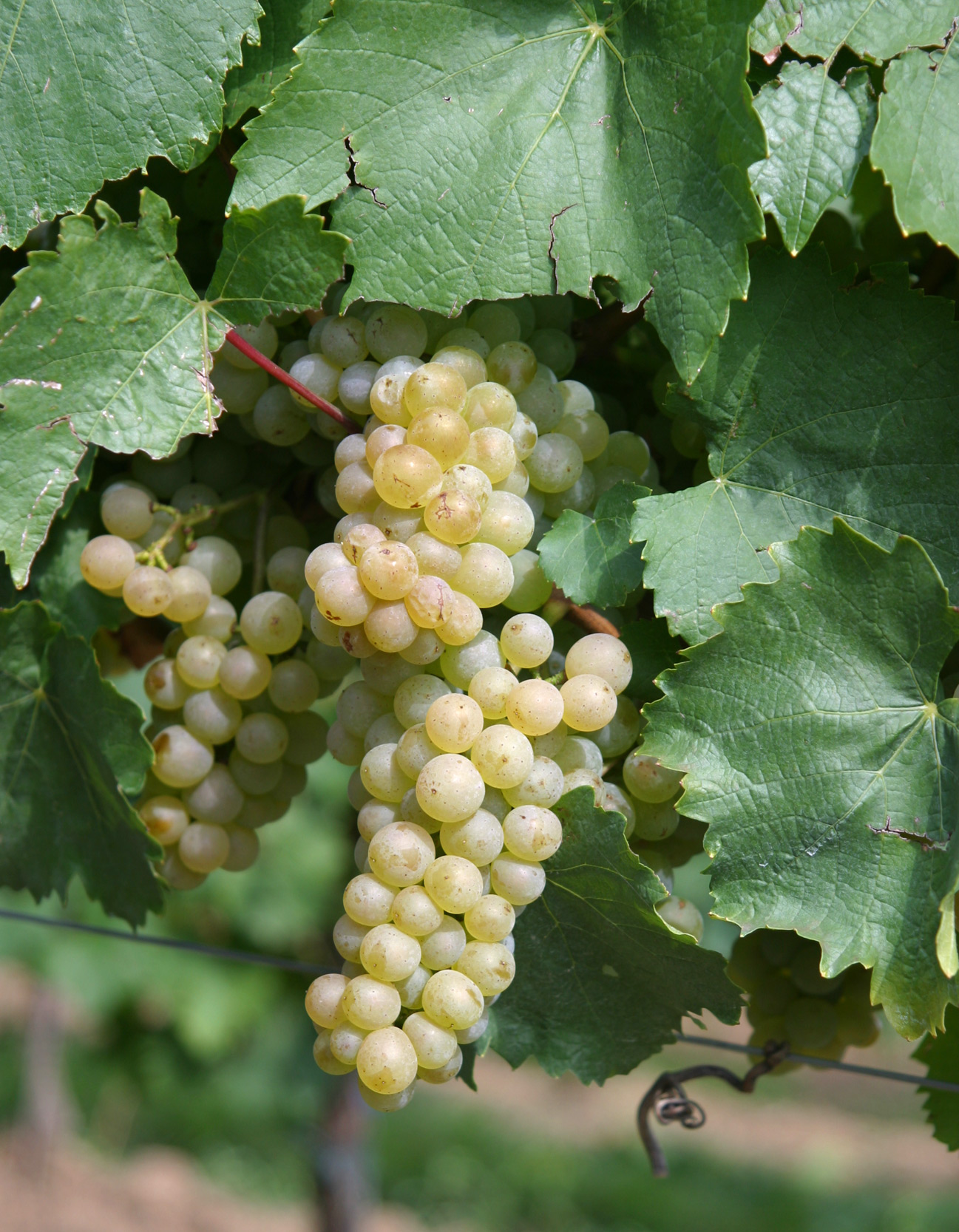
Auxerrois, un des cépages du vignoble de Coiffy

Vins rouges, rosés et blancs bénéficient de l'IGP  « coteaux-de-coiffy » décernée par l'INAOQ. Depuis l'attribution de cette dénomination en 1989 les vins de Coiffy se voient régulièrement primés par diverses distinctions qualitatives, dont celles du Concours général agricole de Paris, les plus reconnues de la filière vinicole. L'encépagement défini pour la dénomination répond parfaitement à l'ampélographie du terroir, les cépages retenus composant une belle palette aromatique.
- pour les rouges et rosés : gamay noir à jus blanc, pinot noir, meunier et gamaret
- pour les blancs : chardonnay, pinot gris, auxerrois, pinot blanc, aligoté, arbane et petit meslier

Outre les vins de cépage, les producteurs proposent une méthode champenoise de bonne typicité. Leurs caves sont ouvertes à la dégustation et l'achat direct, tant des œnophiles avertis que des nombreux amateurs de passage.

### Vins de Montsaugeon
Depuis quelques années, quelques arpents du territoire de Montsaugeon ont été replantés en vigne de pinot noir, d'auxerrois et de chardonnay. Ces vins ont des similitudes avec les vins de côte d'Or, la Bourgogne n’étant pas loin, et ils ont été plusieurs fois récompensés lors du Concours général agricole.

### Autres vins
La Haute-Marne, avant l’anéantissement de son vignoble par le phylloxera à la fin du XIXe siècle, possédait un vignoble important. Il couvrait largement la consommation locale et était expédié vers les grands centres de consommation tels que Paris. Les vins étaient également utilisés pour l’élaboration du champagne, avant qu’une loi n’interdise ce procédé.
Certains villages perpétuent cette tradition vinicole en faisant renaître leurs vignobles, notamment Poissons, Saint-Urbain et Vaux-sur-Saint-Urbain où une association a replanté 30 ares de pinot et de chardonnay, de meslier et d'arbanne. A Gudmont, c'est aussi un tiers d'hectare de cepages à Champagne qui ont été plantés et produisent un mousseux fabriqué selon les procédures champenoises. Mais c'est encore sur l'Amance et dans le sud du département que subsistent le plus de petites vignes d'amateurs, toutefois menacées actuellement.

### Autres boissons
- La Choue est une bière brassée à l’ancienne sur lie dans une brasserie installée dans l’ancien prieuré de Vauclair à Giey-sur-Aujon. Elle se décline en blonde, brune et rousse. Sa qualité lui permet d'être dégustée de plus en plus hors du cadre local.
- Le Rubis de groseilles, produit à Bugnières, est réalisé à base de jus de groseilles fermenté.
- Le Renne de groseilles, produit à Montheries, est un jus de groseilles fermenté et effervescent.
- Des eaux-de-vie sont produites à partir de pruniers : mirabelliers et quetschiers.

## Produits laitiers
La Haute-Marne est un département d’élevage laitier où la tradition fromagère est ancrée depuis très longtemps. Le relais a été pris aujourd’hui par des groupes laitiers agro-alimentaires s'efforçant de perpétuer ce savoir-faire. Le département produit 3 fromages labellisés :
- AOC Langres ;
- AOC Epoisses (bien que le village d'Époisses se situe en Côte-d'Or, ce fromage est aussi fabriqué en Haute-Marne) ;
- Emmental Label rouge grand cru.

Quelques autres fromages non labellisés y sont également élaborés : Carré de l'Est, Brillat-Savarin, Chalancey, Saulxurois et Petit Langres. À Illoud, la fromagerie Bongrain élabore la spécialité fromagère mondialement connue : le « Caprice des Dieux ».
A Saint-Dizier sont en partie produites les crèmes glacées Miko exportées dans le monde entier.

## Autres produits du terroir

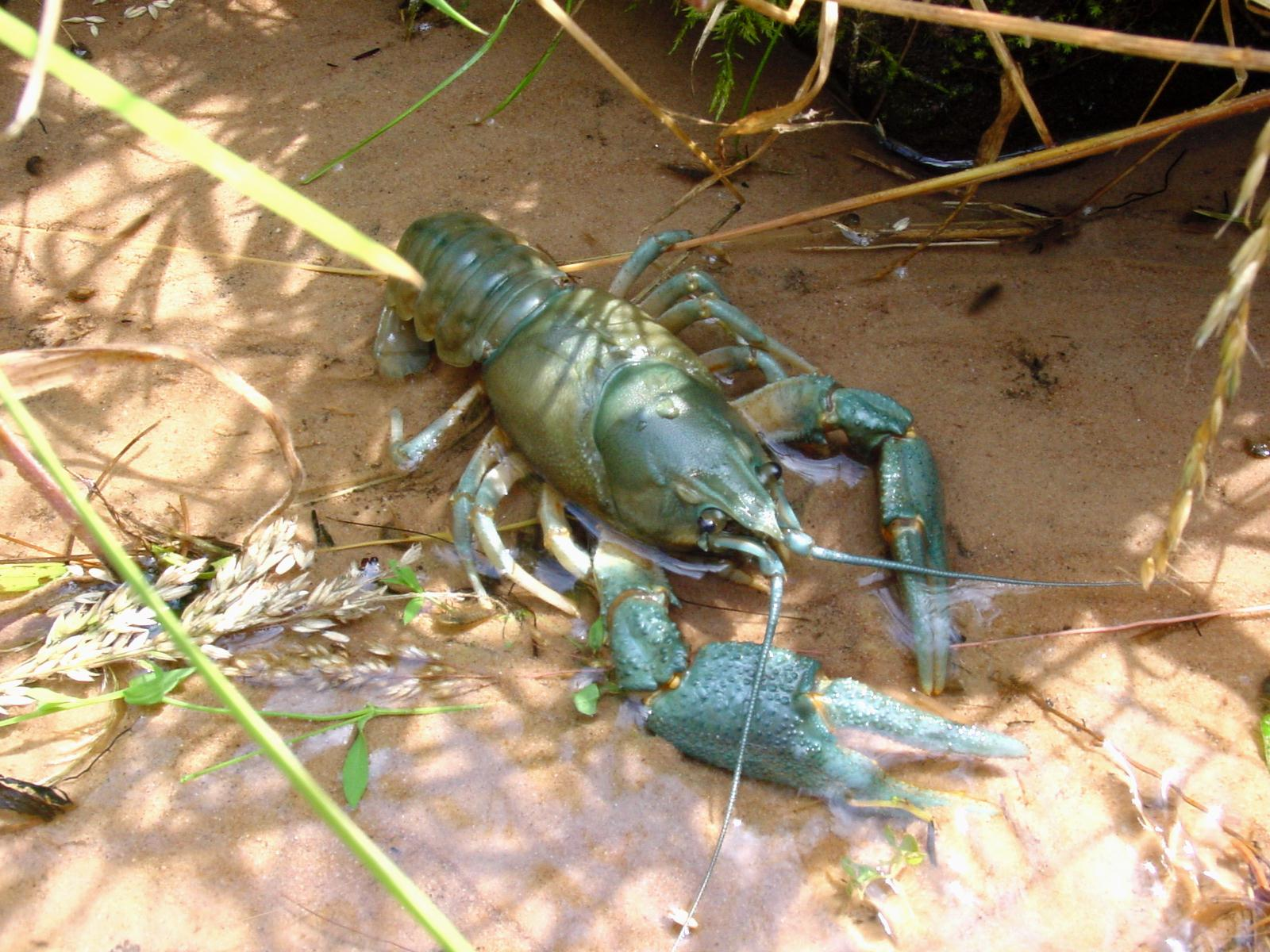
Écrevisse à pattes rouges

À tous ces produits s’ajoutent les productions d’un terroir riche : foie gras, volailles, confitures auxquelles viennent s’ajouter la truffe de Haute-Marne (Tuber uncinatum) et l’écrevisse à pattes rouges (Astacus astacus).

## Spécialités culinaires
Quelques spécialités font la renommée des communes de la Haute-Marne, particulièrement les suivantes :
- Tarte en quemeu de Chaumont, tarte de la fête patronale ;
- caisse de Wassy ;
- caille à la clefmontaise ;
- sandre à la joinvillaise ;
- bragardise de Saint-Dizier ;
- baiser de Chaumont ;
- bouchon de Champagne au chocolat et à la liqueur ;
- ouyettes de Langres (Hôtel de l'Europe à Langres) ;
- soufflé au fromage de Langres,sauce lard (Hôtel de l'Europe à Langres) ;
- petit farcis de volaille au Langres (Hôtel de l'Europe à Langres) ;
- potée Langroise (Hôtel de l'Europe à Langres) ;
- quemeu langrois (tarte au fromage de Langres) ;
- pain perdu au Langres (Hôtel de l'Europe à Langres).